# Lelant
|  | Aquest article tracta sobre un personatge mitològic. Si cerqueu la plana d'Eubea, vegeu «Plana de Lelant». |

Lelant (grec antic: Λήλαντος) és un personatge mitològic menor, que apareix solament a les Dionisíaques de Nonnos de Panòpolis (segle v. Segons aquesta obra, era un tità, fill de Ceos i de Febe i, per tant, germà de Leto i Astèria. Amb l'oceànide Peribea va ser el pare d'Aura, al seu torn mare d'Iacus, fill de Dionís.